# Guerre entre Sybaris et Crotone
 (signalé en juin 2025).
Si vous disposez d'ouvrages ou d'articles de référence ou si vous connaissez des sites web de qualité traitant du thème abordé ici, merci de compléter l'article en donnant les références utiles à sa vérifiabilité et en les liant à la section « Notes et références ».
- Archive Wikiwix
- Bing
- Cairn
- DuckDuckGo
- E. Universalis
- Gallica
- Google
- G. Books
- G. News
- G. Scholar
- Persée
- Qwant
- (zh) Baidu
- (ru) Yandex
- (wd) trouver des œuvres sur Wikidata

Guerre entre Sybaris et Crotone
La Guerre entre Sybaris et Crotone est une guerre antique qui s'est déroulée entre -511 et -510 av. J.-C. 

## Contexte
Crotone refusait d’extrader les Sybarites, partisans de l’oligarchie et chassé par les démocrates.

## Déroulement du conflit
Crotone, à la tête d’une ligue de cités, prend Sybaris et la détruit jusqu’à modifier le cours du fleuve Crathis (actuel Crati) pour qu’il coule sur les ruines.

## Conséquences
Sybaris était le seul port d’accès des Étrusques vers l’Orient (marchandises de luxe de Milet) : la destruction de la ville signifie pour eux un début d’asphyxie économique et une aggravation des conflits avec les Grecs.